# Justizanstalt Wien-Erdberg

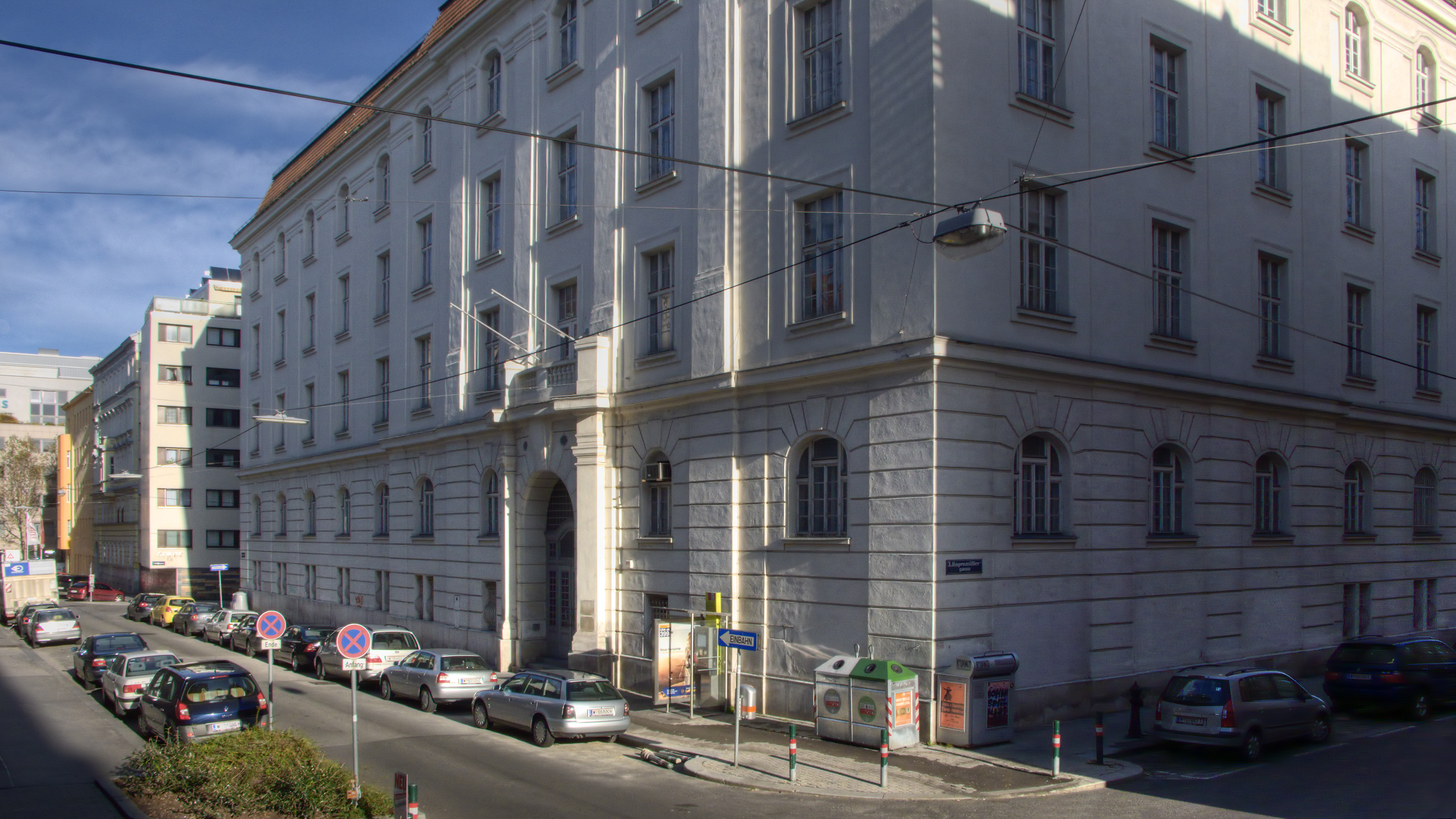
Justizanstalt Wien-Erdberg

Die Justizanstalt Wien-Erdberg war ein gerichtliches Gefangenenhaus beim Jugendgerichtshof der Republik Österreich im Stadtteil Erdberg des 3. Wiener Gemeindebezirks Landstraße. Das Gefängnis, das zuletzt über 70 Hafträume verfügte, wurde am 1. Jänner 2003 gemeinsam mit dem Jugendgerichtshof aufgelöst. Die verbliebenen jugendlichen Straftäter wurden an eine Abteilung der Justizanstalt Wien-Josefstadt überstellt. Zuvor waren in der Haftanstalt männliche jugendliche Untersuchungshäftlinge und Strafgefangene untergebracht, die eine Freiheitsstrafe zu verbüßen hatten, deren Gesamtdauer 18 Monate nicht überstieg.

## Geschichte
Aufgrund eines Beschlusses, den die Provisorische Nationalversammlung bereits am 25. Jänner 1919 erlassen hatte, wurde in Wien am 15. Oktober 1920 erstmals ein Jugendgericht eingerichtet. Dieses wurde zunächst im Gebäude des ehemaligen Bezirksgerichts Landstraße im gleichnamigen Wiener Gemeindebezirk situiert und hatte für den Großraum Wien über alle juristischen Jugendsachverhalte zu entscheiden. Das entsprechende Gefangenenhaus befand sich zu dieser Zeit noch im 10. Wiener Gemeindebezirk, an jener Stelle, an der sich heute die Justizanstalt Wien-Favoriten befindet. Im Jahr 1922 übersiedelte das Jugendgericht in ein neu errichtetes Gerichtsgebäude in der Rüdengasse. Nachdem im Jahr 1929 das Jugendgerichtsgesetz in Kraft getreten war, wurde in diesem Gebäude anstelle dessen der Jugendgerichtshof installiert, der nun auch strafrechtliche Verhandlungen für Jugendliche führte. Im selben Jahr wurde auch das Gefangenenhaus in die Rüdengasse, in baulicher Verbindung mit dem Jugendgerichtshof, verlegt. Ende der 1990er-Jahre wurde das Gebäude von Jugendgerichtshof und Justizanstalt um etwa 90 Millionen Schilling (etwa 6,5 Millionen Euro) saniert.
Unter Justizminister Dieter Böhmdorfer wurde die Sinnhaftigkeit eines eigenen Jugendgerichtshofs in Frage gestellt. Letztlich ließ Böhmdorfer den Jugendgerichtshof und damit auch die Justizanstalt Wien-Erdberg im Jahr 2003 auflösen, dessen Kompetenzen gingen dabei an die Wiener Bezirksgerichte sowie das Landesgericht für Strafsachen und die Häftlinge zum Teil an die Justizanstalt Wien-Josefstadt, zum Teil an die Justizanstalt Gerasdorf über.
Das Gebäude aus der Ringstraßenzeit ist mittlerweile Geschichte und wurde komplett abgerissen. An dessen Stelle wurde ein moderner Wohnbau realisiert.